# Holmes & Watson. Madrid Days
Holmes & Watson. Madrid Days és una pel·lícula policíaca espanyola de 2012 dirigida per José Luis Garci i l'actriu principal de la qual és Pilar Mondéjar Parreño. És protagonitzada per Gary Piquer en el paper de Sherlock Holmes, José Luis García Pérez en el de John H. Watson i Leticia Dolera en el de Mary Morstan. El guió el va escriure el mateix Garci, qui es qualifica com a fan del detectiu. La pel·lícula pertany al gènere del cinema negre al qual el director li havia fet un al·legat a El crack.
El rodatge es va dur a terme a Alcalá de Henares, al Parc del Retiro, al barri dels Àustries i al Barri de les Lletres de Madrid.

## Producció
L'any 1998 de passeig amb Eduardo Torres-Dulce al carrer Génova de Madrid, a José Luis Garci se li ocorre quin xoc suposaria a Sherlock Holmes anar a Espanya amb gent com Pío Baroja o Benito Pérez Galdós i se li ocorre com «McGuffin» que Jack l'Esbudellador anés a Espanya a cometre una sèrie de crims. Garci va fer públic la seva intenció de rodar la pel·lícula a l'abril de 2011 on afirmava que Jack l'Esbudellador podria ser un ambaixador espanyol en Londres i afirmava la possibilitat de rodar amb actors espanyols i anglesos. Gil Parrondo s'encarregaria de la direcció artística, a més va estar repassant esbossos per a la casa d'Holmes.
Garci es va interessar en Gary Piquer després de veure'l a Mal día para pescar, el 4 d'agost de 2011 José Luis García Pérez va anunciar que Garci li havia ofert el paper de Watson, segons el director va ser després de veure'l a Guante blanco, d'aquesta sèrie en va escollir un altre actor, Carlos Hipólito Leticia Dolera ho va aconseguir en vista de la indisponibilitat de Lucía Jiménez per a interpretar a Mary Morstan, Dolera volia treballar amb Garci i va intentar posar-se en contacte amb ell perquè no feia càsting.
El rodatge anava a començar el 24 d'octubre de 2011. Per la seva part Piquer va explicar que aquest es duria a terme en l'El Retiro i el Barri de les Lletres, a pesar que Garci hagués dit que tenia també intenció de rodar al Casino de Madrid i part en la capital britànica.El 26 de setembre de 2011 Manuela Velasco va anunciar que participaria en la pel·lícula. El 21 d'octubre de 2011 el propi director va afirmar que el rodatge s'havia posposat a la matinada del 6 al 7 de novembre. Alberto Ruiz Gallardón va demanar a Garci interpretar al seu besoncle Isaac Albéniz quan li va demanar poder rodar a Madrid, alguna cosa que el director va acceptar.

## Repartiment
- Gary Piquer interpreta a Sherlock Holmes.
- José Luis García Pérez interpreta a John H. Watson.
- Leticia Dolera interpreta a Mary Morstan. Paper que inicialment anava a interpretar Lucía Jiménez.
- Manuela Velasco interpreta a Elena.
- Enrique Villén interpreta a Enrique Valcárcel.
- Manuel Tejada interpreta al Marquès de Simancas.
- Macarena Gómez interpreta a Berna, una cabaretera que és amant d'un periodista. Paper que inicialment anava a interpretar Paula Echevarría.
- Víctor Clavijo interpreta a José Alcántara, un periodista que ajuda als agents a trobar a Jack l'Esbudellador.
- Inocencio Arias que interpreta a un ministre.[12]
- Alberto Ruiz Gallardón qui interpreta a Isaac Albéniz, el seu oncle-besavi en la realitat. El polític va aparèixer en dues escenes que es van rodar en la Nadal de 2011.[13]
- Candela Arroyo interpreta a una cabaratera.[14]
- Juan Antonio Muñoz interpreta a Don Fernando, l'amo de la sala "Bagatelle".
- Jorge Roelas interpreta al doctor Luis Delgado

## Argumento
Homes i Watson viatgen a Madrid seguint la pista a l'assassí Jack l'Esbudellador.

## Promoció
El tràiler va ser publicat el 18 de juliol de 2012, aquest no va ser ben rebut pel públic, sent un dels temes més comentats a twitter. En vista de la recepció del tràiler, la distribuïdora dues setmanes després va publicar un nou.

## Nominacions i premis
Víctor Clavijo fou nominat al Premi Unión de Actores al millor actor secundari de cinema. D'altra banda, Ruiz Gallardón va rebre un premi especial als Premis YoGa 2013.